# Johnny Williams (Pianist)
John Thomas „Johnny“ Williams (* 28. Januar 1929 in Windsor, Vermont; † 15. Dezember 2018 in Wilmington, North Carolina) war ein US-amerikanischer Pianist des Modern Jazz.

## Leben und Wirken
Johnny Williams begann seine Musikerkarriere als Kirchenorganist seines Heimatortes; mit 16 Jahren spielte er bei Mal Hallett in Boston, mit 19 bei Johnny Bothwell. Ab 1949 lebte er in New York, arbeitete kurz bei Charlie Barnet und in den folgenden Jahren u. a. bei Charlie Barnet, Stan Getz 1953/54, Don Elliott und Zoot Sims. Er war an Schallplatten-Aufnahmen mit Med Flory, Bill De Arango, Paul Quinichette, Art Mardigan, Charlie Mariano (Charlie Mariano Plays, 1953 auf Bethlehem), Nick Travis (The Panic is On, 1954), Bob Brookmeyer/Stan Getz (Pernod, 1954), Phil Woods (Woodlore, 1955) beteiligt. Williams’ Pianostil ist von Bud Powell und Horace Silver beeinflusst.
1954 nahm er ein erstes 10-Zoll-Album unter eigenem Namen auf (John Williams), das bei Emarcy erschien. In seinem Trio spielten Bill Anthony (Bass) und Frank Isola (Schlagzeug), mit Stan Getz befreundete Musiker. 1955 erschien ein zweites Album, die 12-Zoll-LP John Williams Trio. Mitte der 1950er Jahre arbeitete er mit Cannonball Adderley, sowie mit der Sax Section mit Al Cohn und Gene Quill (1956) und 1959 mit Buddy Collette und 1960 mit Pete Rugolo in Kalifornien.
Neben Auftritten bei Marian McPartland in ihrer Sendung Piano Jazz arbeitete er in den folgenden Jahren im Hauptberuf als Bankangestellter und zwanzig Jahre als City Commissioner von Hollywood (Florida).

## Lexigraphischer Eintrag
- Carlo Bohländer, Karl Heinz Holler: Reclams Jazzführer (= Reclams Universalbibliothek. Nr. 10185). 2., revidierte und erweiterte Auflage. Reclam, Stuttgart 1977, ISBN 3-15-010185-9.
- Leonard Feather, Ira Gitler: The Biographical Encyclopedia of Jazz. Oxford University Press, New York 1999, ISBN 0-19-532000-X.